# François de Neufville de Villeroy
François de Neufville, vévoda de Villeroy (François de Neufville, duc de Villeroy, marquis de Villeroy et d'Alincourt, comte de Sault, seigneur de Magny) (7. dubna 1644, Lyon – 18. července 1730, Paříž) byl francouzský vojevůdce, politik a dvořan. Jako příslušník vlivné šlechtické rodiny byl vychováván spolu s králem Ludvíkem XIV. a celoživotně si udržoval jeho přízeň. Od mládí sloužil v armádě, vynikal statečností a postupoval v hodnostech. Po otci zdědil v roce 1685 titul vévody, bez zvláštních vojenských zásluh dosáhl v roce 1693 hodnosti maršála Francie. Jeho další působení na postu vrchního velitele během devítileté války a války o španělské dědictví bylo sérií neúspěchů, po tragické porážce u Ramillies (1706) byl odvolán a jeho vojenská kariéra skončila. Přesto si dokázal udržet postavení u dvora Ludvíka XIV. a v závěru jeho vlády dosáhl funkce státního ministra (1714). V době regentství byl vychovatelem nezletilého Ludvíka XV. (1717–1722).

## Životopis

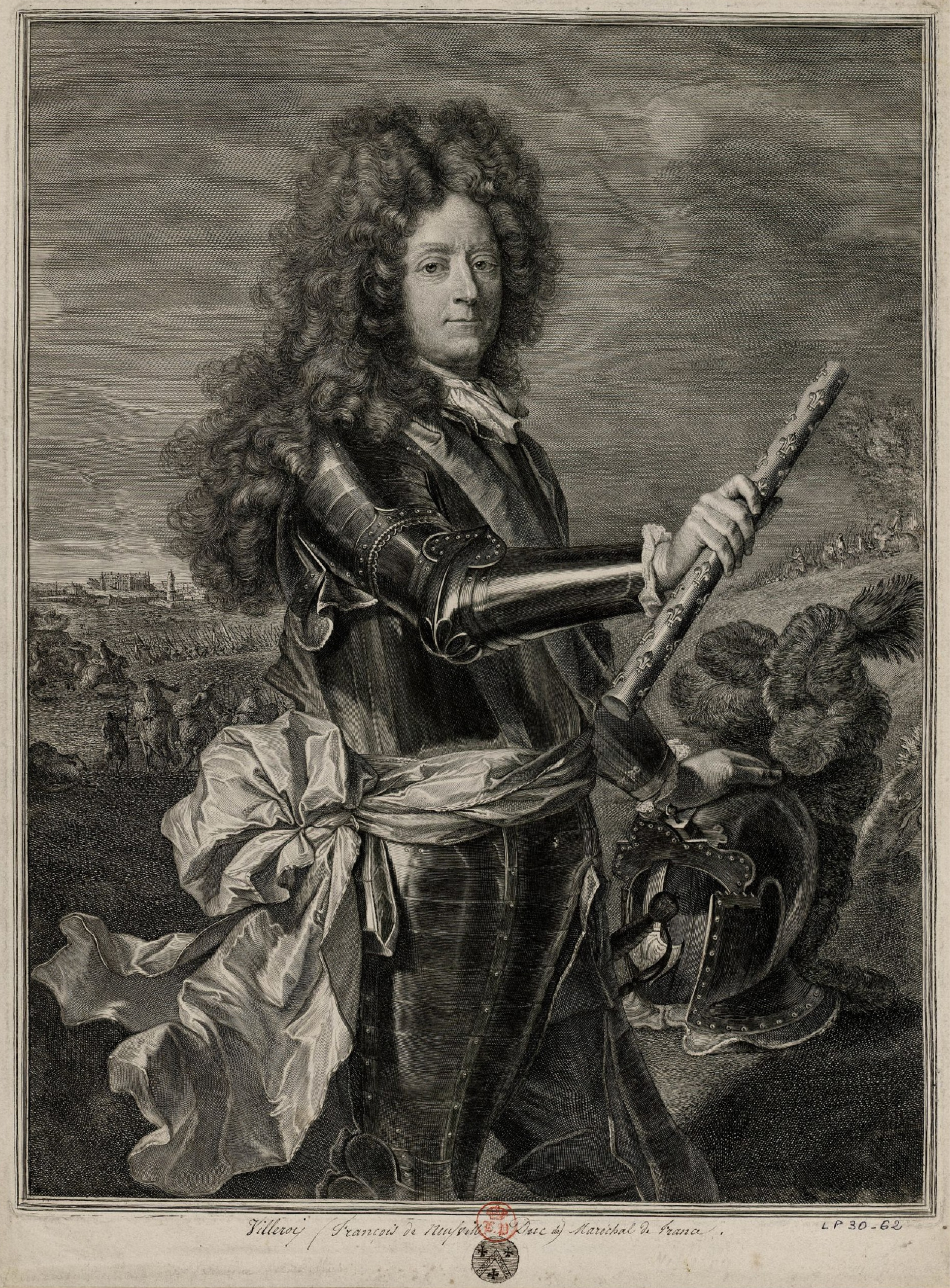
Portrét maršála Villeroye (sbírky zámku ve Versailles)

Pocházel ze šlechtické rodiny, která během 16. a 17. století dosáhla vlivného postavení u královského dvora. Narodil se jako mladší syn maršála a dvořana Nicolase de Neufville, vévody de Villeroy (1598–1685), po matce Madeleine (1609–1675) pocházel z významné šlechtické rodiny Créquy. Otec byl vychovatelem Ludvíka XIV., díky tomu François strávil dětství po boku malého krále a jeho mladšího bratra Filipa Orleánského. Přispěla k tomu i blízkost pařížského rodového paláce Hôtel de Villeroy ke královskému paláci.

### Kariéra v armádě
Vojenskou kariéru zahájil ve službách císařské armády, bojoval proti Turkům a v roce 1664 byl zraněn v bitvě u sv. Gottharda. Téhož roku dosáhl hodnosti plukovníka ve francouzské armádě, po návratu do Francie se zúčastnil devoluční války, později bojoval v Německu pod velením maršála Turenna. Výjimkou v celoživotní přízni Ludvíka XIV. byla krátká epizoda v roce 1672, kde se jako milenec Olympie Manciniové musel dočasně vzdálit od dvora. V roce 1672 byl povýšen na brigádního generála a v roce 1674 dosáhl hodnosti maréchal de camp (generálmajor). Zúčastnil se dobyvačných válek Ludvíka XIV., v nichž prokazoval osobní statečnost, k vedení větších vojenských uskupení však neměl schopnosti. V roce 1677 byl jmenován generálporučíkem královské armády. Mezitím byl již v roce 1673 jmenován pairem, po otci pak v roce 1685 zdědil titul vévody. Od roku 1685 až do smrti byl také guvernérem a velitelem provincie Lyonnais a města Lyonu. V roce 1688 získal Řád sv. Ducha.
Vyznamenal se během devítileté války a v roce 1693 dosáhl hodnosti maršála Francie, zároveň byl dekorován nově založeným Řádem sv. Ludvíka. Po smrti vévody Luxembourga převzal v roce 1695 vrchní velení v Nizozemí, téhož roku však selhal při obléhání Namuru, které vedl spolu s královým nemanželským synem vévodou de Maine. Po tomto neúspěchu nařídil v srpnu 1695 ničivé bombardování Bruselu, jímž chtěl očistit své jméno u krále. V kontextu války bylo zničení Bruselu ze strategického hlediska zcela zbytečné, v celkovém důsledku ale přispělo k nové přestavbě města do současné podoby. Od roku 1695 zastával Villeroy také čestnou hodnost kapitána královské gardy. Znovu byl vrchním velitelem jmenován na počátku války o španělské dědictví, nejprve v Německu a v roce 1701 v Itálii. Od prince Evžena Savojského utrpěl porážku u Chiari, v únoru 1702 prohrál další bitvu u Cremony a padl do rakouského zajetí. Velení v Itálii místo něj převzal schopnější vévoda de Vendôme. Villeroy byl držen v zajetí v Innsbrucku a ve Štýrském Hradci, propuštěn byl po devíti měsících v listopadu 1702. Spolu s maršálem Boufflersem pak velel ve Flandrech (1703). Zde utrpěl v květnu 1706 porážku od vévody Marlborougha ve velké bitvě u Ramillies v dnešní Belgii. V tomto střetnutí přišel maršál Villeroy o celé dělostřelectvo a 13 000 mužů, Francie také ztratila kontrolu nad dosud okupovanou Belgií.. Tím skončila jeho vojenská kariéra, byl zbaven vrchního velení (znovu jej nahradil vévoda de Vendôme). Vrátil se do Francie, ale u dvora se příliš neobjevoval, v roce 1708 rezignoval i na post kapitána královské gardy. Jeho neúspěchy ve válce se staly terčem četných anekdot, satirických básní a pamfletů, přesto si dokázal uchovat své postavení předního francouzského velmože.

### Regentství

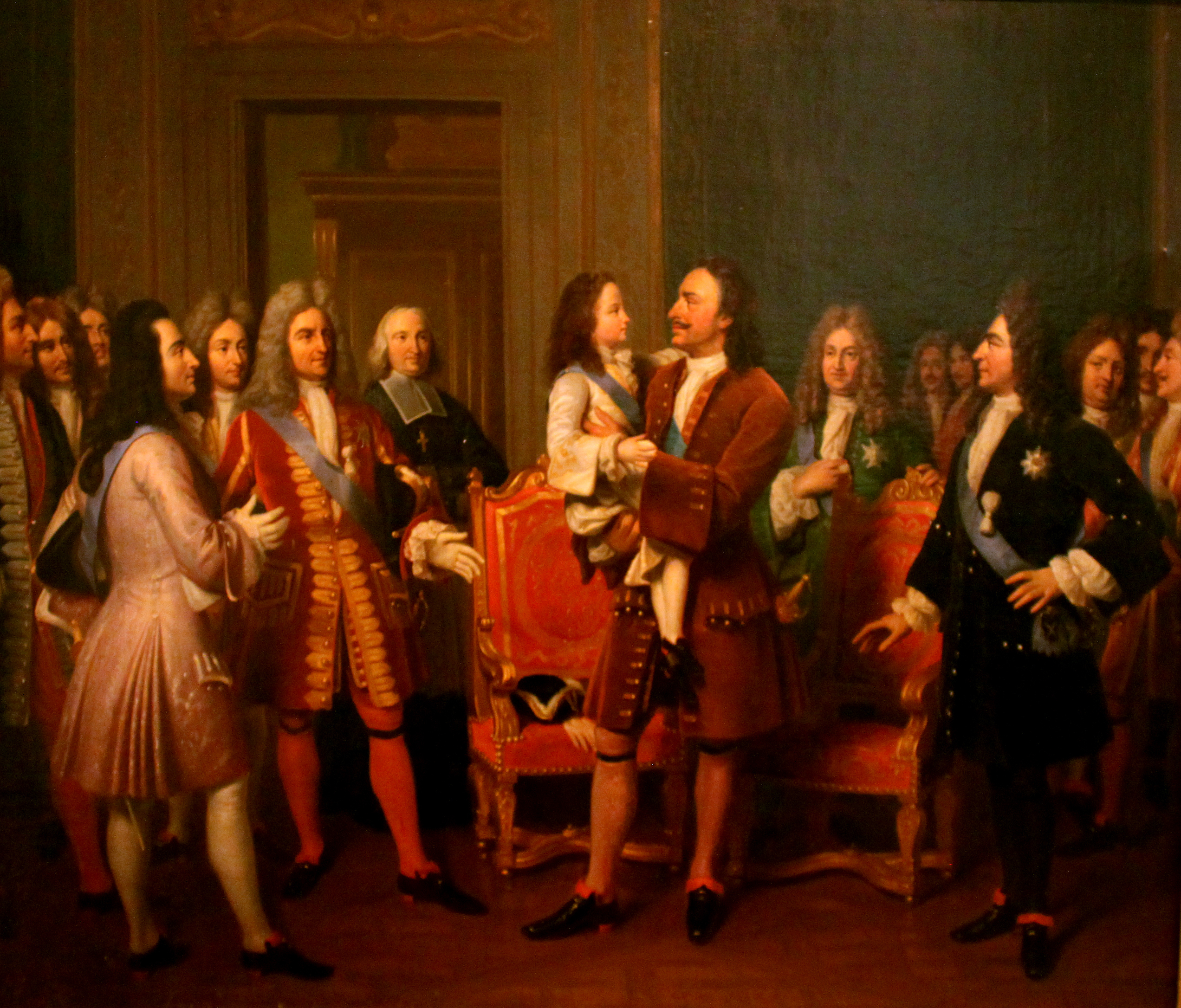
Návštěva ruského cara Petra I. ve Francii. Car drží v náručí malého Ludvíka XV., vlevo v červeném kabátci vévoda de Villeroy

Díky přízni markýzy de Maintenon se v roce 1712 mohl znovu objevovat ve Versailles, nakonec byl v roce 1714 jmenován předsedou královské finanční rady a státním ministrem. Poslední vůlí Ludvíka XIV. byl jmenován členem regentské rady za nezletilého Ludvíka XV., jehož se stal zároveň guvernérem. V regentské radě byl také prezidentem obchodní rady, všechny jeho posty v té době ale byly spíše jen čestné, svou autoritu uplatňoval jen z pozice paira a maršála Francie. Princ regent Filip Orleánský prosadil zrušení některých částí závěti Ludvíka XIV., čímž Villeroy přišel o některé své posty. Funkci vychovatele Ludvíka XV. převzal fakticky až v roce 1717 (do té doby o malého krále pečovala vévodkyně de Ventadour). V té době sídlil v pařížském paláci Hôtel de Lesdiguières, který koupil v roce 1712. V tomto paláci byl v roce 1717 ubytován ruský car Petr I. Veliký během své návštěvy Francie. Způsob vedení vzdělání Ludvíka XV. a celkové chování maršála Villeroye vedlo k četným sporům s regentem Filipem Orleánským. Zatímco okolí Filipa Orleánského zastávalo liberálnější názory, Villeroy stál v čele přísně konzervativní frakce a v tomto duchu také ovlivňoval výchovu Ludvíka XV. Nakonec byl v roce 1722 vyhoštěn do Lyonu, kde stále zastával post guvernéra. Po smrti Filipa Orleánského byl Ludvík XV. prohlášen plnoletým (1723), nicméně potvrdil, že Villeroy má setrvat v Lyonu. Nucený exil skončil v roce 1724, u dvora se ale objevoval již jen zřídka a zcela bez vlivu na veřejné záležitosti. Zemřel v Paříži 18. července 1730 ve věku 86 let.

## Rodina

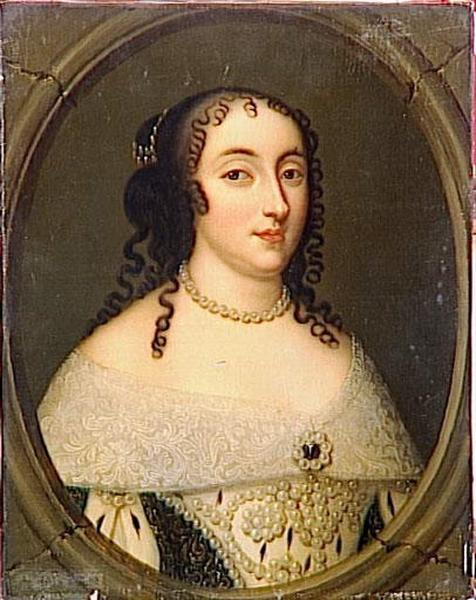
Marie Marguerite, vévodkyně de Villeroy, rozená Cossé-Brissac (sbírky zámku ve Versailles)

V roce 1662 se jako sedmnáctiletý oženil s Marií Marguerite de Cossé-Brissac (1648–1708), dcerou Louise, vévody z Brissacu. Z jejich manželství pocházelo sedm dětí.
- 1. Louis Nicolas de Neufville, vévoda de Villeroy (1663–1734), generálporučík královské armády, kapitán královské gardy 1708-1734, guvernér v Lyonu 1730-1734, ∞ 1694 Marguerite Le Tellier de Louvois (1678–1711), dcera ministra války markýze Louvoise
- 2. Camille de Neufville (†1671)
- 3. Madeleine Thérèse de Neufville (1666-1723), jeptiška u karmelitánek v Lyonu
- 4. Françoise Madeleine de Neufville (†1730), ∞ 1688 João de Sousa, markýz de Minas (1666–1722), portugalský královský komoří, generálporučík portugalské armády, člen královské válečné rady
- 5. Catherine de Neufville (1674–1715), jeptiška v Paříži
- 6. François Paul de Neufville (1677–1731), arcibiskup v Lyonu 1714–1731
- 7. François Catherine de Neufville, rytíř de Villeroy (1678–1700), kapitán královské galéry, padl na Maltě